# Лучки (Решетилівська міська громада)
Лучки́ —  село в Україні, у Решетилівській міській громаді Полтавського району Полтавської області. Населення становить 208 осіб. До 2020 орган місцевого самоврядування — Федіївська сільська рада.

## Географія
Село Лучки знаходиться на лівому березі річки Вільхова Говтва, вище за течією на відстані 1 км розташоване село Федіївка, нижче за течією на відстані 4,5 км розташоване село Долина, на протилежному березі - село Писаренки. Поруч проходить залізниця, станція Платформа 294 км за 1 км.

## Історія
12 червня 2020 року, відповідно до розпорядження Кабінету Міністрів України № 721-р «Про визначення адміністративних центрів та затвердження територій територіальних громад Полтавської області», село увійшло до складу Решетилівської міської громади.
19 липня 2020 року, в результаті адміністративно - територіальної реформи та ліквідації Решетилівського району, село увійшло до складу новоутвореного Полтавського району Полтавської області.